# Sixty Tour
Sixty Tour fue una gira de conciertos realizada por la banda británica The Rolling Stones para conmemorar los sesenta años de su formación. Duró desde el 1 de junio hasta el 3 de agosto de 2022. Fue la primera gira completa en la que el grupo no contaba con su batería original Charlie Watts, fallecido en 2021, el cual tampoco estuvo presente en la segunda manga del No Filter Tour.
En esta gira, la banda recuperó una vieja canción que nunca antes había sido tocada en directo por el grupo, "Out of Time", del álbum Aftermath, publicado en 1966. Debutaba así en directo 56 años después de su publicación, y estuvo presente en todos los conciertos de la gira.

## La Banda
The Rolling Stones
| Mick Jagger (voz, guitarra, armónica) | Keith Richards (guitarra, voz) |
| Ronnie Wood (guitarra)                |                                |

Músicos adicionales
- Steve Jordan: batería
- Darryl Jones: bajo, coros
- Sasha Allen: coros
- Karl Denson: saxo
- Tim Ries: saxo, teclados
- Chuck Leavell: teclados, coros, percusión
- Matt Clifford: teclados, corno francés, percusión
- Bernard Fowler: coros, percusión

## Lista de canciones
1. "Street Fighting Man"
2. "19th Nervous Breakdown"
3. "Sad Sad Sad"
4. "Tumbling Dice"
5. "Out of Time"
6. (canción a votación del público, generalmente "Beast of Burden" "She's a Rainbow", "Dead Flowers" o "Ruby Tuesday")
7. "You Can't Always Get What You Want"
8. "Living in a Ghost Town"
9. "Honky Tonk Women"
10. "Happy", "Slipping Away", "You Got The Silver" o "Before They Make Me Run" (canta Keith Richards)
11. "Connection" (canta Keith Richards)
12. "Miss You"
13. "Midnight Rambler"
14. "Start Me Up"
15. "Paint It, Black"
16. "Sympathy for the Devil"
17. "Jumpin' Jack Flash"

Encore:
1. "Gimme Shelter"
2. "(I Can't Get No) Satisfaction"

## Fechas
| Fecha               | Ciudad        | País         | Recinto                     | Entradas Vendidas/Disponibles | Recaudación |
| ------------------- | ------------- | ------------ | --------------------------- | ----------------------------- | ----------- |
| Europa              |               |              |                             |                               |             |
| 1 de junio de 2022  | Madrid        | España       | Estadio Metropolitano       | 52,752 / 52,752               | $9,502,011  |
| 5 de junio de 2022  | Berlín        | Alemania     | Estadio Olímpico de Múnich  | 56,144 / 56,144               | $10,484,400 |
| 9 de junio de 2022  | Liverpool     | Reino Unido  | Anfield                     | 36,917 / 36,917               | $6,194,285  |
| 21 de junio de 2022 | Milán         | Italia       | Estadio Giuseppe Meazza     | 57,204 / 57,204               | $8,315,762  |
| 25 de junio de 2022 | Londres       | Reino Unido  | Hyde Park                   | Festival                      | Festival    |
| 3 de julio de 2022  | Londres       | Reino Unido  | Hyde Park                   | Festival                      | Festival    |
| 7 de julio de 2022  | Ámsterdam     | Países Bajos | Johan Cruyff Arena          | 51,592 / 51,592               | $9,241,437  |
| 11 de julio de 2022 | Bruselas      | Bélgica      | Estadio Rey Balduino        | 47,089 / 47,089               | $8,356,768  |
| 15 de julio de 2022 | Viena         | Austria      | Estadio Ernst Happel        | 57,141 / 57,141               | $9,498,486  |
| 19 de julio de 2022 | Lyon          | Francia      | Parc Olympique Lyonnais     | 49,608 / 49,608               | $8,222,066  |
| 23 de julio de 2022 | París         | Francia      | Hipódromo de Longchamp      | 56,939 / 56,939               | $7,362,881  |
| 27 de julio de 2022 | Gelsenkirchen | Alemania     | Veltins-Arena               | 44,981 / 44,981               | $8,358,668  |
| 31 de julio de 2022 | Estocolmo     | Suecia       | Friends Arena               | 50,889 / 50,889               | $6,916,424  |
| 3 de agosto de 2022 | Berlín        | Alemania     | Teatro del Bosque de Berlín | 21,285 / 21,285               | $5,656,731  |
| Total               | Total         | Total        | Total                       | 582,541 / 582,541 (100%)      | $98,109,919 |